# Ocio

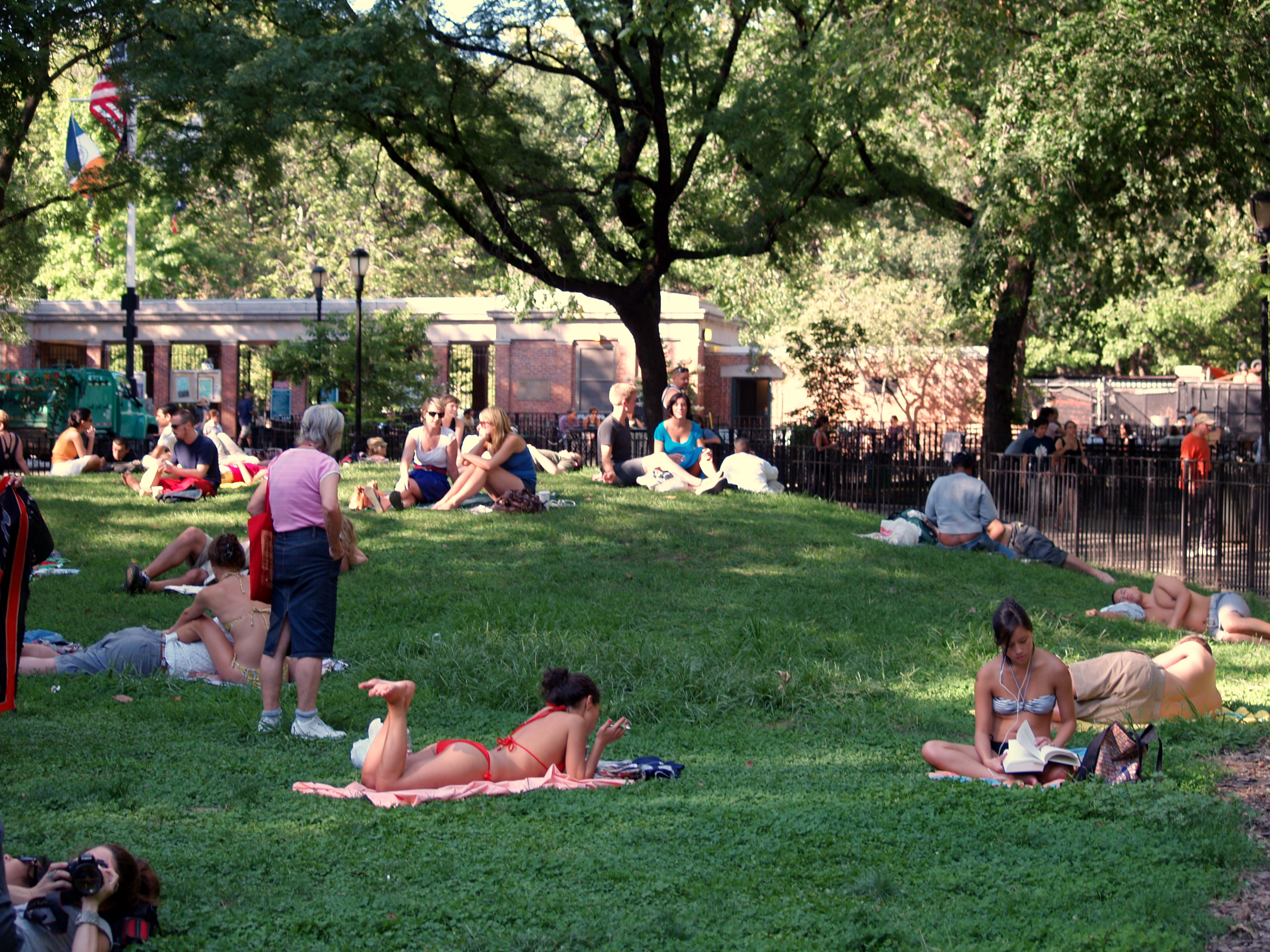
Los parques públicos se reservaron inicialmente para el ocio, la recreación y el deporte.

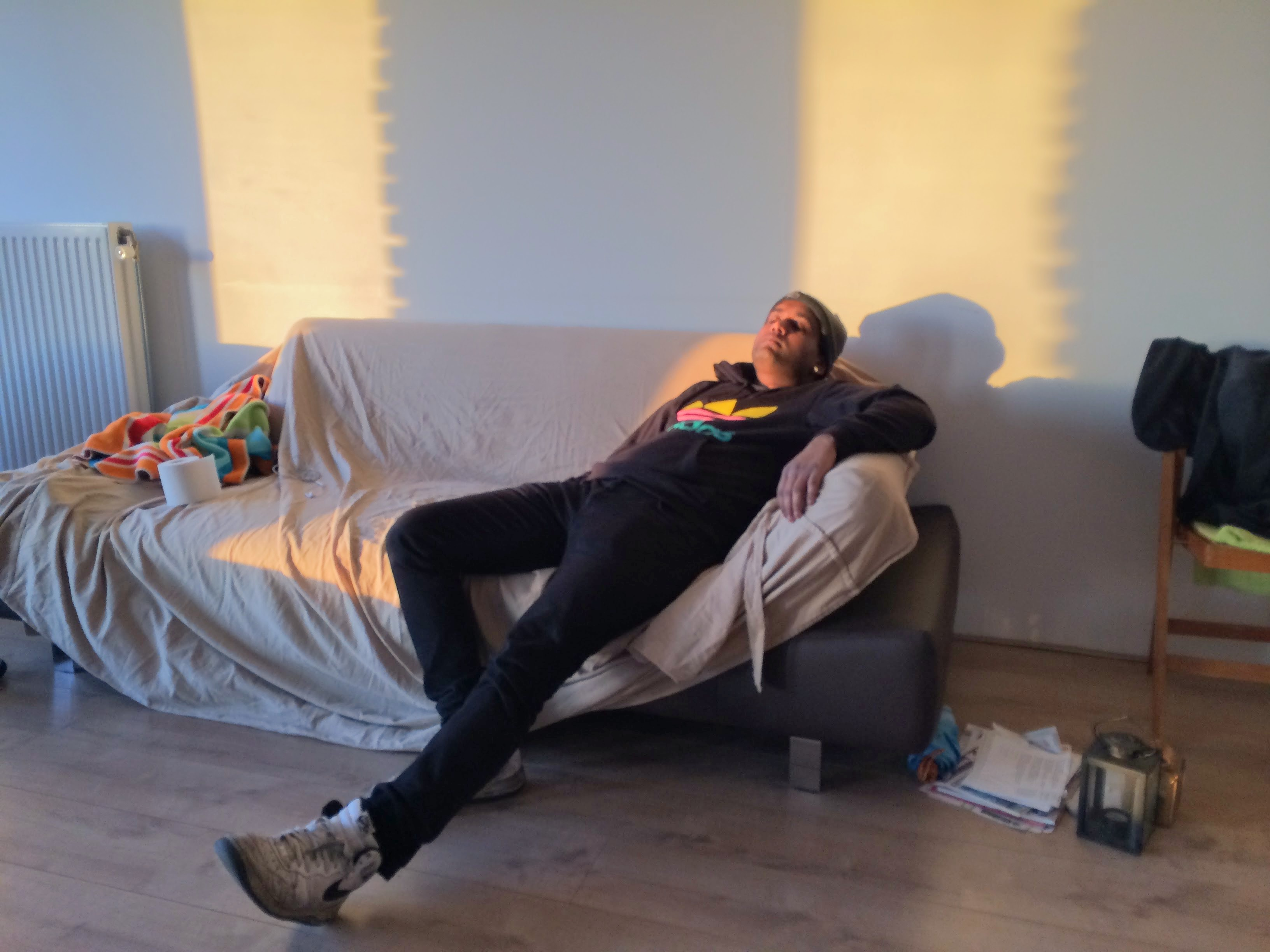
Un hombre descansando en un sofá.

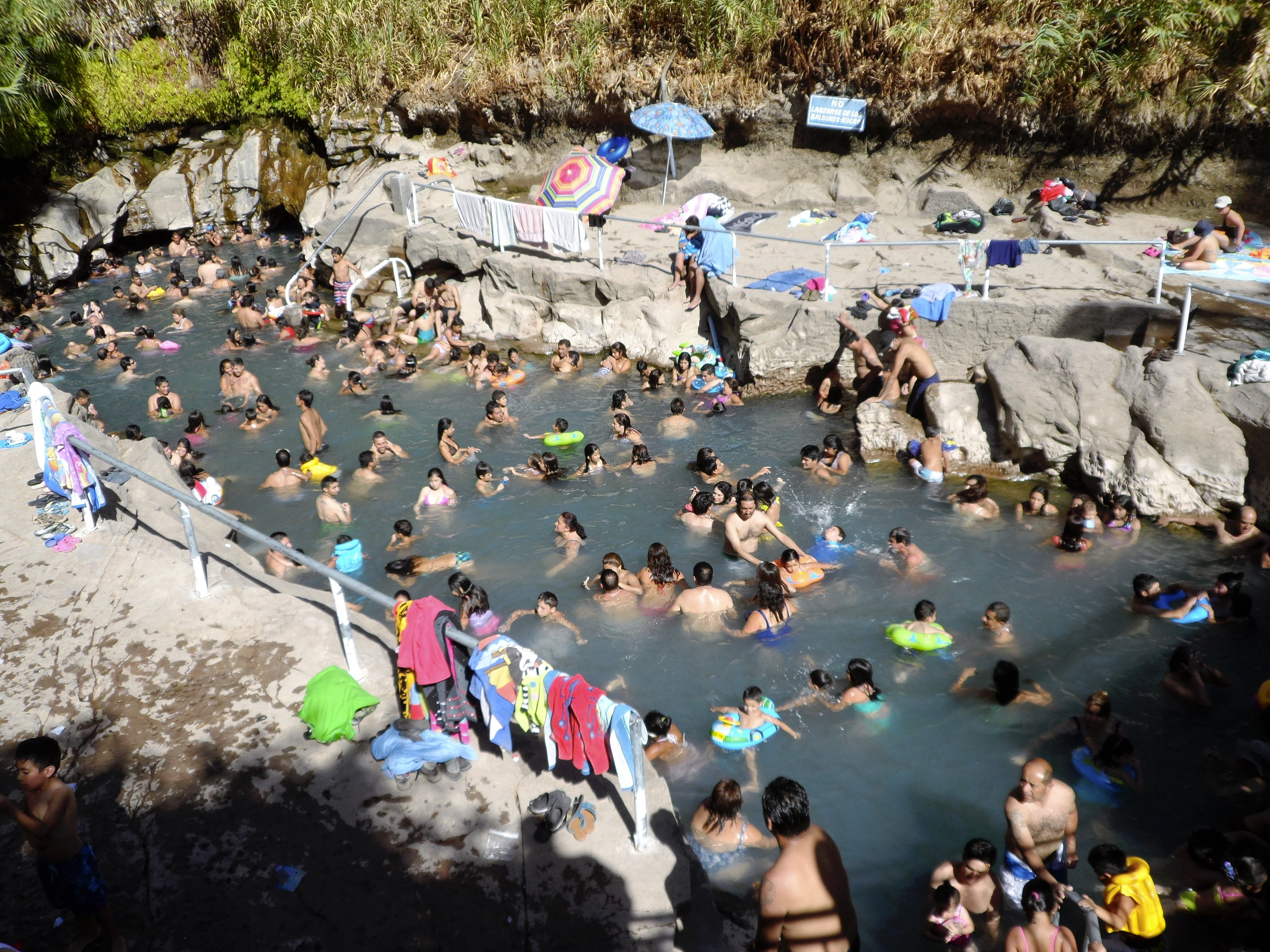
Tiempo libre nadando en un oasis.

El ocio se ha definido a menudo como una cualidad de la experiencia o como tiempo libre. El tiempo libre es el tiempo que se pasa fuera de los negocios, el trabajo, la búsqueda de empleo, las tareas domésticas y la educación, así como de las actividades necesarias como comer y dormir. El ocio como experiencia suele enfatizar las dimensiones de la libertad y la elección percibidas. Otras definiciones clásicas incluyen la de Thorstein Veblen (1899) de "consumo no productivo del tiempo". El tiempo libre no es fácil de definir debido a la multiplicidad de enfoques utilizados para determinar su esencia. Diferentes disciplinas tienen definiciones que reflejan sus problemas comunes: por ejemplo, la sociología sobre las fuerzas y contextos sociales y la psicología como estados y condiciones mentales y emocionales. Desde una perspectiva de investigación, estos enfoques tienen la ventaja de ser cuantificables y comparables en el tiempo y el lugar.
Los estudios del ocio y la sociología del ocio son las disciplinas académicas que se ocupan del estudio y análisis del ocio. La recreación se diferencia del ocio en que es una actividad con un propósito que incluye la experiencia del ocio en contextos de actividad. Los economistas consideran que el tiempo libre es tan valioso para una persona como el salario. Si no fuera así, la gente habría trabajado en lugar de tomarse el tiempo libre. Sin embargo, la distinción entre ocio y actividades inevitables no está definida de forma rígida; por ejemplo, a veces las personas realizan tareas relacionadas con el trabajo por placer y también por una utilidad a largo plazo. Un concepto relacionado es el ocio social, que implica actividades de ocio en entornos sociales, como actividades extracurriculares, por ejemplo, deportes, clubes. Otro concepto relacionado es el de ocio familiar. Las relaciones con los demás suelen ser un factor importante tanto en la satisfacción como en la elección.
El concepto de ocio como derecho humano se materializó en el artículo 24 de la Declaración Universal de los Derechos Humanos.

## Tipos
- Ocio nocturno: trata de todo el ocio asociado a la noche y actividades que en ella se desarrollan; bares, discotecas y demás lugares en los que la música, las drogas y la bebida son los pilares centrales.
- Ocio espectáculo: es el ocio relacionado con los espectáculos, entre los que podemos distinguir los culturales, como teatro, zarzuela, ópera, cine de otros donde el participante es actor principal de su ocio. Este tipo de ocio también se conoce como ocio experiencial.

Utilizando como criterio la participación de las personas, podemos distinguir dos tipos de ocio:
- Ocio activo: el tiempo libre que un individuo o individuos dedican a realizar actividades que enriquecen a su persona (teatro, lectura).
- Ocio pasivo: el tiempo libre que un individuo le dedica a realizar actividades que no producen ningún tipo de enriquecimiento personal.

## Dimensiones y direccionalidad
El Dr Manuel Cuenca habla sobre las dimensiones y direccionalidad dentro del ocio humanista. Partiendo de la premisa que es una experiencia que beneficia el desarrollo,  se vuelve relevante comprender qué tipo de ocio se practica y si realmente permite una mejora en la persona.
Las direccionalidades se dividen en positivas y negativas.
Negativo cuando la experiencia perjudica al sujeto o su entorno. En ella se identifican dos tipos:
- Ocio nocivo: hace referencia a una acción dañina. El consumo de drogas es un ejemplo de este tipo de ocio, es posible que el sujeto no sea consciente del daño que se está causando, pero la sociedad no ve esta práctica como algo positivo. En este caso ya se le conoce como ociosidad y de aquí se desprende el dicho popular "la ociosidad es la madre de todos los vicios". En efecto, la delincuencia suele ser el resultado de este tipo de acciones.
- Ocio ausente: este se refiere cuando la acción no es en sí misma dañina, pero el sujeto no se siente a gusto. Su percepción individual es de inconformidad o desagrado.

Positivo si tiene una vivencia gratificante de las experiencias. Igualmente se divide en dos:
- Ocio útil: son aquellos que se practican y se vuelven medios, no fines. Se practica con alguna finalidad específica, aunque esto a su vez cause satisfacción; se obtiene un beneficio económico o social.
- Ocio autotélico: es el ocio puro, es un ocio desinteresado. La actividad realizada causa satisfacción. "Al dejarse llevar por su interior, se pueden ejercitar opciones, elecciones y decisiones más libres y mantenerse según la naturaleza y necesidades de cada uno" (Cuenca, 2000).

Y de este último ocio se derivan 5 dimensiones descritas por Cuenca:
- Lúdica: se refiere al modo en que se divierten y juegan en una comunidad.
- Festiva: la fiesta, entendida como manifestación extraordinaria de ocio, permite llevar a cabo experiencias que se apartan de lo racional, pero que tienen un enorme poder de cohesión comunitaria.
- Ecoambiental: se manifiesta en usos y hábitos de fines de semana, en el cuidado del entorno natural y en la conciencia ecológica expresada en los objetivos colectivos que se plantean.
- Creativa: hace alusión a un disfrute más razonado, ligado a procesos de reflexión.
- Solidaria: entendido como vivencia social y altruista.

## Ocio y cultura
Desde una perspectiva más actual, de acuerdo con Gomes e Elizalde (2012), el ocio no es un fenómeno aislado y se manifiesta en diferentes contextos según los sentidos y significados producidos/reproducidos culturalmente por las personas en sus relaciones con el mundo. El ocio participa de la compleja trama histórico-social que caracteriza la vida en sociedad, y es uno de los hilos tejidos en la red humana de significados, símbolos y significaciones.
En la vida cotidiana, el ocio constituye relaciones dialógicas con otros campos además del trabajo: la educación, la política, la economía, el lenguaje, la salud, el arte, la ciencia y la naturaleza, entre otras dimensiones de la vida, siendo parte integrante y constitutiva de cada sociedad (Gimes, 2010).
De este modo, para los autores Gomes y Elizalde el ocio es entendido como una necesidad humana y dimensión de la cultura caracterizada por la vivencia lúdica de manifestaciones culturales en el tiempo/espacio social. Así, el ocio se constituye en la articulación de tres elementos fundamentales: la ludicidad, las manifestaciones culturales y el tiempo/espacio social. Juntos, estos elementos configuran las condiciones materiales y simbólicas, subjetivas y objetivas que pueden – o no – hacer del ocio un potente aliado en el proceso de transformación de nuestras sociedades, convirtiéndolas en más humanas e inclusivas.
Las manifestaciones culturales que constituyen el ocio son prácticas sociales experimentadas como disfrute de la cultura, tales como: fiestas, juegos, paseos, viajes, música, poesía, grafiti y murales, pintura, escultura, danza, vivencias y expresiones corporales, juegos electrónicos y experiencias virtuales, fotografía, teatro, actividades comunitarias, ferias con nuevas modalidades de intercambio, actividades recreativas y deportivas, festivales y eventos artísticos, variadas modalidades de educación popular local, espacios de conversación y debate etc.
Desde esta perspectiva resignificada, el ocio puede generar una vivencia de apertura marcada por una actitud que rompa y transgreda con lo permitido y con lo lícito, mostrándose muchas veces al borde de lo socialmente adecuado y aceptado. Justamente a esto se debe uno de los grandes temores, así como peligros, que representa el ocio para el mantenimiento del statu quo. De aquí surge, en parte, el intento de acallar y prohibir la disrupción, contracorriente, alteridad e innovación subversiva, y todo aquello que puede expresar un ocio polémico, caótico, contra-hegemónico y catalizador (Elizalde, 2010).

## Historia
Según Gomes y Elizalde (2013), en los estudios sobre el ocio difundidos en Occidente es posible verificar que las raíces de este abordaje generalmente son localizadas en la Grecia clásica o en la modernidad europea. Estas dos interpretaciones son divergentes en términos de ocurrencia histórica del ocio y generan intensos debates académicos: para algunos, la existencia del ocio es observada desde las sociedades griegas, y para otros el ocio es un fenómeno específico de las sociedades modernas, urbanas e industrializadas.
Independientemente del contexto histórico y de las características consideradas, el desarrollo teórico sobre el tema desde finales del siglo XIX posibilitó la sistematización de los conocimientos sobre el ocio, una palabra que hoy - según algunos estudiosos - corresponde a los términos leisure en inglés, loisir en francés y lazer en portugués la doris.
Para algunos autores, ocio proviene del vocablo romano otium. Recuperando el significado de skholé, esta palabra representaba una posibilidad de abstención de las actividades ligadas a la mera subsistencia. Implicaba, necesariamente, las condiciones de paz, reflexión, prosperidad y libertad de tener que realizar las tareas serviles y vinculadas a las necesidades de la vida productiva. Como dependía de ciertas condiciones educacionales, políticas y socioeconómicas, skholé constituía un privilegio reservado a una pequeña parcela de los hombres libres. Para Aristóteles, las personas tenían que aprender a desear el reposo filosófico, pues, es por medio de él que se tornaría posible alcanzar virtudes. De esta forma, en su sentido griego, skholé era vinculada a la posibilidad de descanso y reposo, condición propicia por el distintivo característico de los privilegiados: la abstención de la necesidad de ejercer el trabajo útil o productivo y la posibilidad de dedicación a la contemplación, a la meditación y a la reflexión filosófica.
Como destaca Munné, el otium romano era estratificado socialmente: estaba asociado, en el caso de las elites intelectuales, a la meditación y a la contemplación. Era el otium con dignidad. Por eso, en lo que concierne a las personas comunes, otium significaba descanso y diversión proporcionados por los grandes espectáculos. Esta estrategia hacía referencia a la tradicional expresión “pan y circo” y tenía como finalidad despolitizar al pueblo, reduciéndolo a la condición de mero espectador, evidenciando así el potencial muchas veces alienante, de las formas de entretenimiento masivo.
La conexión que los romanos hicieron entre el otium y el negotium es interesante de comprender. El negotium, palabra latina que originó el término negocio, fue entendido como ocupación y actividad. De esta forma, el trabajo (negocio y comercio) también representaba la negación del otium. Para tener una visión más clara sobre la forma de entender el ocio y el trabajo en la antigüedad greco-romana es importante recordar que, etimológicamente, la palabra trabajo deriva del término latín tripalium, que significaba un instrumento de tortura con el que se obligaba a los esclavos a realizar determinadas tareas. Así, en la visión clásica greco-romana el ocio era mucho más valorizado que el trabajo, algo distinto a lo que ocurrió posteriormente.

### Ocio en elsigloXIX
En esta perspectiva, desde el siglo XIX el ocio está muy vinculado a las categorías trabajo y tiempo libre – concebidas desde una perspectiva sociológica. Por eso, la sociología es una importante área (pero no la única) que fundamenta las teorías y análisis desarrollados sobre la temática, principalmente por autores de Europa y de los Estados Unidos. Para muchos estudiosos, entre los cuales se destaca Dumazedier (1976), el ocio surgió en la modernidad europea en el siglo XXI como fruto de la revolución industrial acontecida, en los principales centros urbanos de Europa, sobre todo en Inglaterra. Para él, el ocio se contrapone al trabajo y corresponde a una liberación periódica del trabajo al fin del día, de la semana, del año y de la vida, cuando se alcanza la jubilación.
Independiente de que la ocurrencia histórica del ocio sea ubicada en la Grecia clásica o en la modernidad europea, es posible observar que Europa, con sus prácticas e instituciones, es considerada como imprescindible y determinante para el “surgimiento” del ocio en todos los rincones del mundo, incluso en Latinoamérica. Así, se perpetúa la idea de que existe una historia única y universal del ocio, que ubica Europa en una posición central, destacada y que debe ser tratada como válida para todo el mundo.
Ambas interpretaciones colaboran con el mantenimiento de una lógica evolutiva y lineal que define los tiempos, las historias, las culturas y las prácticas de todas las realidades, de todos los pueblos que, a su vez, deben anhelar el modelo occidental – urbano, industrial y capitalista – como el ideal a ser alcanzado para acceder al supuesto progreso. Las evidencias de que disponemos hasta el momento indican que los primeros conceptos elaborados sobre el ocio fueron producidos en este contexto. Pero un concepto no es el fenómeno, es solamente una representación de la realidad que pretende expresar. De esta manera, lo que “surgió” en Europa en el siglo XIX fue el concepto de ocio tal como lo entendemos actualmente en Occidente, y no la realidad que este pretende representar.

### Ocio en Latinoamérica
De acuerdo con Gomes y Elizalde (2012), desde el siglo XX estas dos distintas interpretaciones sobre el origen del ocio han generado profundas polémicas cuando se busca retomar la historia de este fenómeno. En general, ambas son ampliamente utilizadas en las teorías sobre el ocio que orientan y fundamentan los estudios sobre esa temática en varias partes del mundo, ejerciendo influencias significativas sobre los conocimientos difundidos en los distintos países de Latinoamérica.
Esas interpretaciones aun cuando son dotadas de lógicas propias, se refieren a realidades específicas pertinentes cuando se trata de Europa, por ejemplo, pero son inadecuadas e insuficientes para discutir el ocio y la recreación en Latinoamérica. Esta región posee otras singularidades y otros marcos históricos, culturales, sociales, políticos y económicos. Todo esto demanda otras interpretaciones, abordajes, reflexiones y resignificaciones, así como la sistematización de otros saberes que sean capaces de dialogar críticamente con las realidades latinoamericanas.
Como plantea Escobar, para hablar de América Latina es necesario considerar los lugares y realidades locales, obviamente sin perder de vista el contexto más amplio. De este modo, los análisis sobre los conceptos y teorías de ocio y recreación no pueden ser universales y globalizantes (Gomes, 2010).
Además de esto, las dos interpretaciones sobre un supuesto origen del ocio, destacadas previamente, son producciones teóricas que refuerzan el mito de la centralidad de Europa como referente privilegiado para la constitución del mundo, y sobre todo del llamado mundo occidental. De este modo, excluyen la decisiva participación de otras realidades en un juego que envuelve, de manera desigual, varios componentes, dentro de los cuales están los pueblos y culturas de otros continentes, tales como América Latina, África y Asia. (Gomes y Elizalde, 2012).